# ناحية كويرس شرقي
ناحية كويرس شرقي إحدى نواحي سوريا تتبع إداريّاً لمحافظة حلب منطقة دير حافر ومركزها بلدة كويرس شرقي، بلغ تعداد سكان الناحية 26,729 نسمة حسب التعداد السكاني لعام 2004.
ومن أبرز العائلات فيها عائلة خليل الجاسم المتوفى عام 2017. 

## بلدات وقرى ناحية كويرس شرقي
أبو ضنة، عربيد كبير، دكوانة، كويرس شرقي، عفش، عين الجماجمة، الحلبية، الجابرية، الجبول، جب الصفا، كصكيص، المفلسة، رسم العبد، السين، شيخ أحمد، تل أحمر، تل مكسور، تل سبعين، طيبة الاسم، أم أركيلة، وديعة، كويرس غربي، جديدة تل سبعين.